# Adducere inconveniens non est solvere argumentum
La locuzione latina 'adducere inconveniens non est solvere argumentum' è un brocardo latino; significa letteralmente portare eccezioni non è risolvere la questione.
Si suole usare in tutti i casi in cui si vuole esortare ad un approccio maggiormente pragmatico verso la discussione.
Precisazioni:
1) Adducere richiede l'accusativo. Quindi INCONVENIENS è accusativo neutro dell'aggettivo inconveniens-entis con una sola forma per m. f. e n., con un senso proprio del latino tardo, completamente diverso da quello del latino classico;
2) La traduzione perde il senso. Nel diritto romano, adeguatamente rigido e formale, la cui tradizione è ancora forte ai tempi nostri, la legge andava applicata, qualunque fossero le conseguenze. Il significato del brocardo è il seguente: eccepire (in una controversia giuridica) una conseguenza negativa (di una certa applicazione, o interpretazione della legge) non vale a risolvere la questione. Per fare un esempio concreto, eccepire che i figli di un omicida dovranno crescere in orfanotrofio, non ha rilievo ai fini della decisione sulla sua incarcerazione.